# 海马滩
海马滩（英語：Seahorse Shoal），位于南沙群岛最东部。

## 历史
- 苏格兰地理学家，英国皇家学会会员，曾经先后担任英国东印度公司和英国海军水道测绘局首席水文专家的亚历山大·达尔林普尔在1784年出版的Account of shoals in the China sea（中国海滩礁列举）和1786年出版的Memoir of a Chart of the China Sea（中国海海图笔记）记载：在1776年Sea Horse（海马号）船的航行日志中，记述在北纬10°57、东经117°55一带发现一水下8到11浔深的暗沙，由白沙和珊瑚礁构成，东西长约1英里。[1]后人据此命名为Seahorse Shoal（海马滩）。
- 1935年、1947年和1983年中国的公布名称为海马滩。有外文图书称其为 Seahorse 或 Routh Bank[2]。